# Обикновено блатно кокиче
Обикновеното блатно кокиче (Leucojum aestivum), наричано и „лятно блатно кокиче“, е тревисто многогодишно растение. Разпространено из лонгозни гори, периодично заблатяващи се ливади и крайречни тераси по поречията на реките Дунав, Тунджа, Марица, Камчия, Дяволска, Факийска и др. Включено е в Червената книга на България с категория „уязвим“.
Многогодишно луковично растение, високо до 65 см. Листата са линейни, приосновно разположени, 2-6 на брой, широки 5-13 мм. Цветовете (3-7 на брой) са разположени на върха на стъблото с нееднакво дълги дръжки. Цветът е съставен от шест еднакви, бели, със зелени върхове, дълги 10-15 mm околоцветни листчета. Цъфти април-май. Цветовете излъчват силна приятна миризма.
Съдържа алкалоида „галантамин“, от който се произвеждат различни лекарствени препарати. Използва се надземната част.
Отровно!